# GP Sven Nys 2007
De 8e editie van de cyclocross GP Sven Nys op de Balenberg in Baal werd gehouden op 1 januari 2007. De wedstrijd maakte deel uit van de GvA Trofee veldrijden 2006-2007. Sven Nys won de wedstrijd voor de tot dan toe zesde keer. 

## Mannen elite

### Uitslag
| Plaats | Naam            | Ploeg                     | Tijd     |
| ------ | --------------- | ------------------------- | -------- |
| 1      | Sven Nys        | Rabobank Continental Team | onbekend |
| 2      | Lars Boom       | Rabobank Continental Team | + 17"    |
| 3      | Niels Albert    | Palmans-Cras              | + 48"    |
| 4      | Bart Wellens    | Fidea Cycling Team        | onbekend |
| 5      | Erwin Vervecken | Fidea Cycling Team        | onbekend |
| 6      | Kevin Pauwels   | Fidea Cycling Team        | onbekend |
| 7      | Maxime Lefebvre | onbekend                  | onbekend |
| 8      | Zdeněk Štybar   | Fidea Cycling Team        | onbekend |
| 9      | Gerben de Knegt | Rabobank Continental Team | onbekend |
| 10     | Wilant van Gils | ZZPR.NL                   | onbekend |